# Chrotomys whiteheadi
Chrotomys whiteheadi  (Thomas, 1895) è un roditore della famiglia dei Muridi endemico dell'isola di Luzon, nelle Filippine.

## Descrizione

### Dimensioni
Roditore di medie dimensioni, con la lunghezza della testa e del corpo tra 144 e 177 mm, la lunghezza della coda tra 95 e 133 mm, la lunghezza del piede tra 36 e 40 mm, la lunghezza delle orecchie tra 23 e 27 mm e un peso fino a 190 g.

### Aspetto
La pelliccia è lunga, soffice e densa. Il colore delle parti superiori è bruno-grigiastro, talvolta rossiccio mentre le parti ventrali sono giallo-brunastre. Una striscia longitudinale arancione brillante si estende dalla fronte alla base della coda, affiancata da due bande nerastre più larghe. Il muso è lungo ed appuntito, gli occhi sono piccoli, le orecchie sono relativamente grandi ed arrotondate. Il dorso delle zampe è grigio brillante, mentre le dita sono bianche. La coda è più corta della testa e del corpo, finemente ricoperta di peli, nerastra sopra e molto più chiara sotto. Le femmine hanno due paia di mammelle inguinali.

## Biologia

### Comportamento
È una specie terricola e attiva sia di giorno che di notte.

### Alimentazione
Si nutre di vermi, lombrichi, insetti, lumache e altri invertebrati.

## Distribuzione e habitat
Questa specie è diffusa nella parte settentrionale e centrale della cordigliera dell'isola di Luzon, nelle Filippine.
Vive nelle foreste primarie, secondarie, montane e muschiose tra 925 e 2.700 metri di altitudine. Si trova spesso anche in zone agricole, fattorie e risaie.

## Conservazione
La IUCN Red List, considerato il vasto areale, la popolazione numerosa, la presenza in diverse aree protette e la tolleranza all'alterazione del proprio habitat, classifica C.whiteheadi come specie a rischio minimo (Least Concern).